# Exochus similis
Exochus similis är en stekelart som beskrevs av Valentina I. Tolkanitz 1992. Exochus similis ingår i släktet Exochus och familjen brokparasitsteklar. Inga underarter finns listade i Catalogue of Life.